# Szendy Károly (polgármester)
Szendy Károly, születési nevén: Hinterscheck Károly (Budapest, 1885. szeptember 7. – Budapest, 1953. november 4.) magyar politikus, Budapest polgármestere 1934-től 1944-ig. Részben munkássága nyomán valósult meg 1950-ben Nagy-Budapest kialakítása. Fia Szendy Károly Kossuth-díjas gépészmérnök volt.

## Élete
Pesti kispolgári családban született. 1905-től állt a főváros szolgálatában. 1911-ben született fia, Károly. 1911–1913 között a közoktatási osztályon működött Wildner Ödön mellett, majd ezt követően a közegészségügyi osztályra került. 1930-ban közoktatásügyi tanácsnok volt, majd 1934-ben megválasztották alpolgármesterré, az év végén pedig Budapest polgármestere lett. A német megszállás idején, 1944 márciusában vált meg posztjától. Szerkesztette a Budapest Története c. sorozatot (I-III., Bp., 1941-43).

## Budapesti vonatkozású művei
- Adalékok a tanoncoktatás fejlődéséhez a székesfővárosban (Bp., 1934)
- A székesfőváros közigazgatási praktikuma (Bp., 1937)
- Tanulmány Nagy-Budapestről (Bp., 1942)
- Budapest és a Balkán kulturális kapcsolatai (Bp., 1943)